# رضا هاني
رضا هاني أبو جبارة لاعب كرة قدم كويتي، من مواليد 27 أكتوبر 1997، ويلعب حالياٌ في نادي القادسية الكويتي.